# Luis Morejón
Luis Adrián Morejón (Guayaquil, 28 de março de 1973) é um ex-tenista profissional equatoriano.
Luis Morejón disputou os Jogos Olímpicos de 1996.